# Орсини, Джеролама
Джерола́ма Орси́ни (итал. Gerolama Orsini), она же Джирола́ма Орси́ни (итал. Girolama Orsini) и  Джеро́нима Орси́ни (итал. Geronima Orsini; ок. 1503, Питильяно, Папская Область — июль 1569, Витербо, Папская Область) — аристократка из рода Орсини. Дочь Лудовико Орсини, графа Питильяно. В замужестве — герцогиня Пармы и Пьяченцы, герцогиня Кастро.

## Биография

### Семья и ранние годы
Происходила из рода римских аристократов Орсини, возводивших своё происхождение к роду Бобонов, представители которого пользовались влиянием в апостольской столице в раннее средневековье. Некоторые исследователи предполагают германское происхождение рода Орсини. Основателем линии, к которой принадлежала Джеролама был римский дворянин Джентиле Орсини (ум. 15.11.1246), синьор Питильяно, Муньяно, Пенны и Неттуно. Он был младшим братом римского папы Николая III.
Джеролама родилась около 1503 года, вероятно, в Питильяно в семье кондотьера Лудовико Орсини (ум. 27.01.1534), графа Питильяно и Джулии Конти. По отцовской линии она приходилась внучкой Никколо III Орсини, графу Питильяно и Елене Конти. По материнской линии была внучкой Джакомо Конти, синьора Карпинето и Елизаветы Карафа, и племянницей кардинала Франческо Конти.
В 1513 году, по инициативе кардинала Алессандро Фарнезе, начались переговоры о браке его первенца Пьера Луиджи и Джероламы. К тому времени между семьями Орсини и Фарнезе уже существовали матримониальные связи. 26 марта 1513 года стороны подписали брачный договор. В нём был указан размер приданого невесты, которое составило сумму в девять тысяч дукатов и два феода — Челлере и Пьянсано. Свадебные торжества пришлось отложить, так как жених и невеста не достигли возраста совершеннолетия.
Церемония бракосочетания состоялась 15 января 1519 года. По традиции, получив приданое, Джеролама отказалась от прав на наследство в роду Орсини. Поэт и гуманист Бальдассаре Молоссо из Казальмаджоре посвятил новобрачным два стихотворения.

### Брак и потомство
В семье Джероламы Орсини и Пьера Луиджи Фарнезе (19.11.1503 — 10.09.1547) родились пятеро детей, дочь и четыре сына:
- Виктория (1519 — 13.09.1602), в 1548 году сочеталась браком с Гвидобальдо II делла Ровере (2.04.1514 — 28.09.1574), герцогом Урбино;
- Алессандро (18.12.1520 — 4.03.1589), кардинал с 1535 года;
- Оттавио (9.10.1524 — 18.09.1586), герцог Пармы и Пьяченцы с 1547 года, герцог Кастро с 1553 года, в 1538 году сочетался браком с Маргаритой Австрийской (5.07.1522 — 18.01.1586), внебрачной дочерью императора Карла V;
- Рануччо (11.08.1530 — 29.10.1565), кардинал с 1546 года;
- Орацио (1532 — 18.07.1553), герцог Кастро с 1547 года, в том же году сочетался браком с Дианой Французской (25.07.1538 — 11.01.1619), внебрачной дочерью французского короля Генриха II[2][8].

### Герцогиня
После свадьбы супруги жили во дворце Фарнезе в Валентано, а лето проводили во дворце Фарнезе в Градоли. В 1534 году свёкор Джероламы, с которым у неё были хорошие отношения, стал римским папой под именем Павла III. Влияние семьи Фарнезе в Риме значительно усилилось, но это никак не отразилось на поведении Джероламы. По свидетельству современников она была умной женщиной с крепкой волей и добрым нравом. Скандалы, связанные с бисексуальным поведением её супруга, оставались ею не замеченными. Джеролама вела переписку с церковными и светскими гуманистами — Марчелло Червини, будущим римским папой Марцеллом II, с которым её связывала многолетняя дружба, Паоло Джовио, Джованни делла Каза, Бартоломео Кавальканти.
14 марта 1537 года Павел III пожаловал Пьеру Луиджи герцогство Кастро, и его супруга получила титул герцогини. В 1541 году тот же римский папа назначил ей ежегодный пансион в 100 000 скудо, наряду с выплатами другим членам своей семьи. Большую часть личных средств герцогиня тратила на покупку дорогих тканей на платья для дочери и своих фрейлин. Для решения хозяйственных вопросов ей часто приходилось ездить между Римом и владениями семьи. 26 августа 1545 года Павел III пожаловал Пьеру Луиджи герцогство Пармы и Пьяченцы. В честь новой герцогини Парма объявила своим покровителем святого Иеронима, небесного патрона Джероламы. Когда супруг обосновался в Пьяченце, он позвал к себе жену и их старшего сына Алессандро, прося помочь ему в управлении феодом, однако свёкор Джероламы ответил сыну отказом и не отпустил к нему невестку с внуком.
Почти всё своё время Джеролама посвящала устройству жизни детей. В письме к старшему сыну Алессандро от 19 декабря 1534 года, который в то время обучался в Болонском университете, она поздравила его с возведением в сан кардинала, случившимся накануне. В ноябре 1539 года Алессандро поступил на дипломатическую службу и в качестве представителя римского папы у французского короля Франциска I и императора Карла V отбыл в Париж в сопровождении Марчелло Червини, который сообщал Джероламе обо всём, что происходило с её сыном. Их переписка приобрела особенно частый характер в 1546 году, когда два сына герцогини — Алессандро и Оттавио, прибыли к императору, готовившемуся к войне с протестантами. Герцогиня добилась сана кардинала и для другого своего сына Рануччо. После передачи герцогства Кастро среднему сыну Оттавио, источники дохода Джероламы оказались значительно урезанными. Большую часть года она проводила в Риме с родственниками и жила очень скромно. Старший сын Алессандро ежемесячно выделял матери пансион в 250 скудо.
Большое значение Джеролама придавала браку единственной дочери Виктории. В январе 1545 года она начала готовить её замужество с Фабрицио Колонна, наследным князем Палиано. Этот брак должен был завершить многолетние споры между двумя семьями. Однако Павел III не дал на него своё согласие. Проект династического брака с Веспазиано Колонна был отвергнут по причине того, что невесте жених показался недостаточно зрелым. В переписке с мужем Джеролама просила его уговорить отца, чтобы тот, как можно скорее, выдал замуж их дочь за достойного кандидата. 29 июня 1547 года в Риме Виктория сочеталась браком с урбинским герцогом, вдовцом Гвидобальдо делла Ровере.

### Поздние годы и смерть
10 сентября 1547 года Пьер Луиджи был убит заговорщиками, о чём Джероламе сообщил старший сын Алессандро. Вдовствующая герцогиня обратилась за помощью к Марчелло Червини, бывшему тогда папским легатом в Болонье. Она просила его забрать тело убитого мужа, чтобы похоронить его в семейной усыпальнице в монастыре капуцинов на острове Бизентина. Джеролама смогла похоронить мужа лишь в июле 1548 года, когда его останки из Пармы на остров привёз их сын Оттавио, ставший новым герцогом Пармы и Пьяченцы, а его брат Орацио получил герцогство Кастро.
В 1549 году умер свёкор Джероламы. Она поддержала намерение сыновей-кардиналов голосовать на конклаве за кандидата от профранцузской партии, с намерением закрепить за семьёй Фарнезе герцогство Пармы и Пьяченцы. С избранием римским папой Юлия III, кандидата от происпанской партии, Фарнезе были лишены всех привилегий. Новый понтифик попытался отобрать у них герцогство Кастро. Джеролама не признала законности его действий и добилась вывода папской армии с территории герцогства. В мае 1552 года феод был возвращён семье Фарнезе и фактически управлялся Джероламой. В августе того же года умер её младший сын Орацио. С того времени и до самой смерти она почти не покидала границ герцогства, проживая во дворцах в Валентано и Каподимонте. Частыми гостями у вдовствующей герцогини были её дети и иностранные послы. В 1556 году в Витербо ею был построен монастырь для бенедиктинок (или цистерцианок), ныне известный под прозванием «монастыря герцогини». Джеролама Орсини умерла в июле 1569 года (или в 1570 году) и была погребена рядом с мужем в семейной усыпальнице при церкви Святых Иакова и Христофора на острове Бизентина, посреди озера Больсена.

## В культуре
В январе 2016 года в Пьяченце состоялась премьера оперы «Джеролама Орсини, или Заговор Фарнезе» итальянского композитора Стефано Гваниньи.